# Gnaeus Pompeius (Suffektkonsul 31 v. Chr.)
Gnaeus Pompeius war ein römischer Politiker und Senator.
Pompeius war Sohn eines Sextus Pompeius, der ein Freund des Marcus Tullius Cicero war. Im Jahr 31 v. Chr. wurde Pompeius für das letzte Viertel des Jahres Suffektkonsul. Die sonstige Beamtenlaufbahn ist unbekannt. Nur zwei Priesterämter sind überliefert. So war er im Jahr 20 v. Chr. Magister der Arvalbrüder und ist für das Jahr 17 v. Chr. als Mitglied des Kollegiums der Quindecimviri sacris faciundis belegt, dem er vermutlich schon seit der Triumviratszeit angehörte. Pompeius hatte einen Sohn namens Gnaeus Pompeius, der Augur war.